# Grzmotomocni
Grzmotomocni (ang. The Thundermans, 2013-2018) – amerykański serial komediowy stworzony przez Jeda Spingarna i wyprodukowany przez Uptown Productions oraz Nickelodeon Productions.
Odcinek pilotażowy miał swoją premierę w Stanach Zjednoczonych 14 października 2013 roku na amerykańskim Nickelodeon. Regularną emisję stacja Nickelodeon rozpoczęła 2 listopada 2013 roku. W Polsce premiera serialu zadebiutowała 30 marca 2014 roku po transmisji z gali Nickelodeon Kids’ Choice Awards 2014.
W grudniu 2013 roku ogłoszono, że stacja Nickelodeon dostała zamówienie na drugi sezon, a 4 marca 2015 roku ogłoszono 3 sezon. 2 marca 2016 roku ogłoszono 4 sezon.
Podczas Kids Choice Awards 2016 Kira Kosarin ogłosiła, ze powstanie 4 sezon serialu. Polska premiera 4 sezonu odbyła się 2 kwietnia 2017 roku na Nickelodeon HD.
W marcu 2023 roku ogłoszono produkcję filmu związanego z serialem. Powrót Grzmotomocnych został wyemitowany w Polsce 31 marca 2024 roku na Nickelodeon. W wyniku sukcesu tej produkcji rok później powstał spin-off zatytułowany Grzmotomocni: Tajniacy.

## Fabuła
Serial opisuje przygody rodziny Grzmotomocnych: Hanka i Barb oraz ich dzieci – Phoebe, Maxa, Billy’ego i Nory (pod koniec 2. sezonu również Chloe), którzy mają nadprzyrodzone zdolności, a także wykorzystują swoje moce do ratowania świata.

## Bohaterowie

### Główni
- Phoebe Grzmotomocna/Grzmoto-Panna (Kira Kosarin) – siedemnastoletnia superbohaterka, siostra bliźniaczka Maxa oraz starsza siostra Nory, Billy’ego i Chloe. Jej najlepszą przyjaciółką jest Cherry. Jest bardzo odpowiedzialna. Stara się nie nadużywać swoich mocy. Nie umie dochować tajemnicy. Jej super moce to telekineza i mrożący, ognisty oddech. W finale 4 sezonu aktywuje bliźniaczą moc razem z Maxem. Zostaje też razem z nim dowódcą G-mocy.
- Maximus Octavious „Max” Grzmotomocny (Jack Griffo) – siedemnastoletni superbohater, który odgrywał superzłoczyńcę, brat bliźniak Phoebe oraz starszy brat Nory, Billy’ego i Chloe. Jest przeciwieństwem Phoebe pod względem charakteru. Ma takie same super moce co Phoebe, dlatego że są bliźniętami. Pod koniec 3 sezonu staje się dobry.
- Henry „Hank” Grzmotomocny/Grzmotomocny (Chris Tallman) – mąż Barb oraz ojciec Phoebe, Maxa, Billy’ego, Nory i Chloe. Jego super moce to latanie i super siła. Jego największym wrogiem był Mike Złomocny.
- Eleonora „Nora” Grzmotomocna/Laserówka (Addison Riecke) – jedenastoletnia córka Hanka i Barb, młodsza siostra Phoebe, Maxa i Billy’ego oraz starsza siostra Chloe. Jest rezolutna. Jej super moc to strzelanie laserem z oczu.
- William Kent „Billy” Grzmotomocny/Śmigacz (Diego Velazquez) – trzynastoletni syn Hanka i Barb oraz brat Phoebe, Maxa, Nory i Chloe. Jego super moc to super szybkość. Jest pełny energii. W przyszłości chce zostać bohaterem. Jest niezbyt mądry.
- Barbara „Barb” Grzmotomocna/Elektrysa (Rosa Blasi) – żona Hanka oraz matka Phoebe, Maxa, Billy’ego, Nory i Chloe. Jej supermoce to kontrolowanie światła i błyskawice.
- Chloe Erica Grzmotomocna/Grzmoto-dzidzia (Maya Le Clark) – najmłodsze dziecko Grzmotomocnych, a zarazem młodsza siostra Phoebe, Maxa, Billy’ego i Nory. Jej super moce to zdolność teleportacji, a do czwartego roku życia było nią wytwarzanie bąbelków. Jest bardzo urocza.

### Pozostali
- Doktor Colosso (Dana Snyder) – królik, który był kiedyś złoczyńcą. Został zmieniony w królika przez Hanka. Zwierzak Maxa. Lubi się przebierać. Jest przybranym ojcem Baltfora.
- Cherry (Audrey Whitby) – najlepsza przyjaciółka Phoebe. W finale drugiego sezonu dowiaduje się o mocach Grzmotomocnych. Od finału 3 sezonu zaczyna związek z Ostrygiem.
- Link Złomocny (Barrett Carnahan) – chłopak Phoebe, jego ojciec to emerytowany złoczyńca, a jego super moc to elastyczność.
- Mike Złomocny/Złomocny (Eric Allan Kramer) – emerytowany super złoczyńca, ojciec Linka, ma takie same super moce co Hank. Był największym wrogiem Hanka. Prowadzi sklep z materacami. Od 3 sezonu pomaga lidze herosów.
- Bułek (Harvey Guillen) – były pomocnik Amerykańskiej Kluchy. Jest częścią rodziny Grzmotomocnych. Jest dodatkowo bardzo zamożny. Jego mocą jest niezniszczalność. Jest infantylny i postrzelony.
- Ostryg (Tanner Stine) – najlepszy kumpel Maxa, Phoebe się w nim zakochała. Gra w kapeli Maxa na gitarze basowej. W finale 3 sezonu zaczyna związek z Cherry.
- Pani Olimpia Wong  (Helen Hong) – dawna właścicielka restauracji Wong’s Pizza Palace a obecnie Splatburger. Nie lubi rodziny Grzmotomocnych.
- Dyrektor Bradford (Jeff Meacham) – dyrektor szkoły, do której uczęszczają bliźnięta. Wyjątkowo samolubny. Często wspomina że nie ma rodziny. Nienawidzi swojej pracy.
- Dyrektor Manbeck (Jim McCaffree) – dyrektor szkoły podstawowej w Skrytowicach. W przeciwieństwie do dyrektora Bradforda lubi swoją pracę i jest miły.
- Kelsey (Teala Dunn) – koleżanka Phoebe ze szkoły.
- Gideon (Kenny Ridwan) – kumpel Maxa. Gra w kapeli Maxa na klawiszach. Podkochiwał się w Phoebe i Barb, lecz ostatecznie zakochał się w Sarze (kumpeli Phoebe) i zaczął z nią chodzić.
- Darcy Wong (Haley Tju) – wredna i rozpieszczona siostrzenica pani Wong. Ciągle obraża Barbarę Grzmotomocną. Rywalizuje z Norą i Billym. Pewnego razu porwała Colossa chcąc udowodnić, że umie mówić.
- Alison (Ryan Newman) – dziewczyna Maxa od odcinka Date Expectations. Jest ekologiem i hipiską. Jej rodzice to zawodnicy. Ostatecznie w 4 sezonie zerwała z Maxem ze względu na inny światopogląd.
- Wolfgang – uczeń z programu wymiany uczniowskiej. Pochodzi z Niemiec i mówi wyłącznie po niemiecku. Ma samochód. Gra w kapeli Maxa na perkusji. W Ameryce mieszka na farmie, lecz przez krótki czas mieszkał u Grzmotomocnych.
- Dziadek „DJ Partyface” Gidek – dziadek Gideona. Był sławnym DJ-em, dzięki czemu posiada luksusowy Penthaus. Wychowuje wnuka. Nie lubi Maxa. Wraz z Gideonem zakładają reality show w 4 sezonie.

## Wersja polska
W polskiej wersji językowej występują:
- Martyna Kowalik – Phoebe
- Jan Cięciara – Max
- Julia Siechowicz –
  - Nora,
  - mała Phoebe (odc. 5)
- Mateusz Ceran –
  - Billy,
  - mały Max (odc. 5,50)
- Artur Janusiak – Hank
- Joanna Węgrzynowska – Barb

W pozostałych rolach:
- Julia Chatys – Cherry
- Mirosław Wieprzewski – Doktor Colosso
- Agata Gawrońska-Bauman –
  - komputer Grzmotomocnych,
  - kobieta biorąca udział w licytacji (odc. 24)
- Adam Bauman –
  - Gerald Campbell (odc. 2),
  - Mroczny Chaos (odc. 4),
  - ochroniarz w centrum handlowym (odc. 29)
- Miłosz Konkel – Cole Campbell (odc. 2, 10)
- Marta Dobecka – Tara Campbell (odc. 2)
- Brygida Turowska – Fiona Campbell (odc. 2)
- Tomasz Borkowski –
  - nauczyciel matematyki (odc. 3),
  - weekendowy manager sklepu (odc. 29)
- Beniamin Lewandowski –
  - Evan (odc. 3, 15, 18, 45),
  - Angus (odc. 28, 34)
- Magdalena Wasylik – Sara (odc. 3, 10, 17, 24, 45)
- Aleksandra Radwan – Ashley (odc. 3, 17, 29)
- Wiktoria Gąsiewska –
  - Morgan (odc. 28)
  - Chloe
- Karol Osentowski –
  - Tyler (odc. 3, 9, 45),
  - Jake (odc. 18, 25)
- Janusz Wituch –
  - uczestnik klubu książki (odc. 5),
  - Dr Hobbs (odc. 19),
  - Wężostro (odc. 38-39),
  - głos z komputera (odc. 43),
  - Patelnia (odc. 45)
- Agnieszka Kunikowska –
  - Lisa (odc. 5),
  - dyrektorka prestiżowej szkoły (odc. 19)
- Paweł Szczesny – sędzia projektów naukowych (odc. 5)
- Wojciech Słupiński – Bułek (odc. 6, 11)
- Ewa Serwa – Henrietta Williams (odc. 7)
- Miłogost Reczek – dyrektor Manbeck (odc. 8, 28)
- Małgorzata Boratyńska – pani Wong (odc. 9, 12, 15, 22, 28, 38, 43)
- Kajetan Lewandowski – Jacob (odc. 10)
- Martyna Sommer – Darcy Wong (odc. 12, 18)
- Grzegorz Kwiecień –
  - dyrektor Bradford (odc. 13, 16, 20, 22, 24, 25, 43),
  - komputer Grzmotowozu (odc. 38-39)
- Paweł Ciołkosz –
  - sensei (odc. 15),
  - strażnik w muzeum (odc. 24),
  - spiker na zawodach wrestlingu (odc. 43)
- Stefan Pawłowski –
  - Paul Peterson (odc. 16),
  - kurier (odc. 21)
- Joanna Pach-Żbikowska – Kelsey (odc. 17, 25, 31)
- Jacek Król –
  - Niezniszczalnobot (odc. 17),
  - Dr Miller (odc. 19)
- Katarzyna Łaska – Veronica (odc. 18)
- Krzysztof Gantner –
  - Lionel (odc. 18, 25)
  - Matt (odc. 52)
- Maciej Falana –
  - Tom (odc. 18, 25),
  - Neil (odc. 38),
  - uczeń (odc. 45)
- Izabella Bukowska –
  - nauczycielka (odc. 18),
  - Madame Gigi (odc. 30)
- Aleksander Mikołajczak – pan Begbude (odc. 20)
- Karol Jankiewicz –
  - Dylan (odc. 21),
  - Ostryg (odc. 26-29, 31, 34, 44),
  - Joey (odc. 38)
- Anna Gajewska – nauczycielka plastyki (odc. 24)
- Monika Węgiel – pani Renia (odc. 26)
- Otar Saralidze – Malcolm David Kelley (odc. 27)
- Przemysław Wyszyński – Tony Oller (odc. 27)
- Agnieszka Mrozińska-Jaszczuk – Cassandra (odc. 27)
- Piotr Bąk –
  - bramkarz na koncercie (odc. 27),
  - Łańcuch (odc. 28),
  - głos w telewizji (odc. 31),
  - bramkarz na imprezie u Chada (odc. 32),
  - Mike Złomocny (odc. 36)
- Jan Piotrowski – Gideon (odc. 28, 30-31, 34, 43-44)
- Łukasz Talik – lektor w reklamie (odc. 29)
- Katarzyna Skolimowska – Phoebe jako staruszka (odc. 31)
- Andrzej Chudy – Ostryg jako staruszek (odc. 31)
- Ilona Kuśmierska – Cherry jako staruszka (odc. 31)
- Maksymilian Michasiów –
  - pracownik kina (odc. 31),
  - Chad (odc. 32)
- Bartosz Wesołowski – Scott Tomlinson (odc. 32)
- Anna Sroka – pani Prezydent Kopniak (odc. 32, 36, 42)
- Olaf Marchwicki – Cedric (odc. 33)
- Wojciech Chorąży – Daryl Szczurołap (odc. 34)
- Piotr Deszkiewicz – Link Złomocny (odc. 36, 40-41, 44)
- Aleksandra Domańska – Maddy (odc. 37)
- Waldemar Barwiński – sędzia konkursu na najsłodszą dzidzię (odc. 44-45)
- Wojciech Paszkowski – Król Krab (odc. 44-45)
- Kinga Tabor –
  - Lady Sieć (odc. 44-45),
  - sędzia sportowy (odc. 40)
- Krzysztof Banaszyk – Theodore LaCroix (odc. 40)
- Cezary Nowak – Vincent LaCroix (odc. 40)
- Mateusz Narloch – kelner (odc. 40)
- Aleksandra Kowalicka –
  - Joanie (odc. 41),
  - Simone (odc. 42)
  - Allison (odc. 54)
- Maria Pawłowska –
  - Winnie Lee (odc. 43, 45)
  - Kylie (odc. 49)
- Anna Apostolakis –
  - Gladys (odc. 43),
  - pani Austin (odc. 45)
- Krzysztof Szczepaniak – Wolfgang (odc. 44)
- Wojciech Żołądkowicz – Doktor Auć (odc. 46)
- Jarosław Domin – trener (odc. 47)
- Marta Dylewska –
  - Quinn (odc. 48)
  - głos w telewizorze (odc. 49)
  - Fefe (odc. 52)
- Zuzanna Galia –
  - kelnerka
  - Harley (odc. 49)
- Paulina Komenda – Jade (odc. 49)
- Bernard Lewandowski – Harris (odc. 55)
- Grzegorz Pawlak

Wersja polska: na zlecenie Nickelodeon Polska – Master Film

Reżyseria: Agata Gawrońska-Bauman

Dialogi: Kamila Klimas-Przybysz

Dźwięk i montaż: Jacek Osławski

Kierownictwo produkcji: Romuald Cieślak

Tekst piosenki: Andrzej Brzeski (odc. 1)

Opracowanie muzyczne: Piotr Gogol (odc. 1)

Obsada: Agata Gawrońska-Bauman i Andrzej Chudy (odc. 32)

Nadzór merytoryczny: Katarzyna Dryńska
Lektor:
- Marek Ciunel (tytuł i tyłówka odc. 1-31, 33-45),
- Andrzej Chudy (tytuł i tyłówka odc. 32)

## Spis odcinków
| Seria             | Odcinki | Premiera serii       | Finał serii          | Premiera serii    | Finał serii          |
| ----------------- | ------- | -------------------- | -------------------- | ----------------- | -------------------- |
| 1                 | 20      | 14 października 2013 | 14 czerwca 2014      | 30 marca 2014     | 18 października 2014 |
| 2                 | 25      | 13 września 2014     | 28 marca 2015        | 29 listopada 2014 | 18 września 2015     |
| 3                 | 24      | 27 czerwca 2015      | 13 sierpnia 2016     | 10 stycznia 2016  | 13 listopada 2016    |
| Odcinek Specjalny | 1       | 10 października 2016 | 10 października 2016 | 10 grudnia 2016   | 10 grudnia 2016      |
| 4                 | 29      | 22 października 2016 | 25 maja 2018         | 2 kwietnia 2017   | 16 listopada 2018    |
| Odcinek Specjalny | 1       | 22 maja 2018         | 22 maja 2018         | b.d               | b.d.                 |